# 大東市立谷川中学校
大東市立谷川中学校（だいとうしりつ たにがわ ちゅうがっこう）は、大阪府大東市にある公立中学校。
地域が宅地化したことに伴って生徒数が増加したため、1978年に大東市立住道中学校から分離開校した。

## 沿革
- 1978年4月1日 - 大東市立谷川中学校として開校。

## 通学区域
- 三箇1～3丁目、深野1・5丁目、曙町、緑が丘1・2丁目、谷川1・2丁目、平野屋新町、三住町、幸町、深野南町[1]
- 大東市立三箇小学校 大東市立深野小学校 大東市立住道北小学校 校区の一部から

## 出身者
- 彦摩呂 - タレント、グルメリポーター
- 木下隆行（TKO） - お笑い芸人

## 交通
- JR片町線住道駅 北東へ約1.2km